# Bengt Anlert
Bengt Anlert (* 9. Mai 1934 in Södermalm; † 9. Oktober 2018) war ein schwedischer Fußballnationalspieler und -trainer.

## Sportlicher Werdegang

### Spielerkarriere
Anlert spielte ab 1947 für AIK Solna. Zunächst noch in den Jugendmannschaften des Vereins aktiv, debütierte er am 11. April 1954 für den Klub beim 4:1-Auswärtserfolg bei IFK Göteborg in der Allsvenskan. Bis 1961 lief er in 141 Erstligapartien für den Verein auf und konnte dabei sieben Tore erzielen. Ab 1962 spielte er für IFK Eskilstuna. Für den Klub kam er noch 17 Mal in der Allsvenskan zum Einsatz und konnte ein Tor erzielen. 1965 wechselte er innerhalb von Eskilstuna zum Lokalrivalen IK City. Dort blieb er zwei Spielzeiten und schloss sich 1968 BK Sport an. Dort beendete er 1971 seine aktive Laufbahn.
Anlert kam am 28. August 1955 zu seinem einzigen Einsatz in der schwedischen Nationalmannschaft. Vor 18.463 Zuschauern wurde die finnische Landesauswahl durch Treffer von Nils-Åke Sandell, der zwei Tore erzielte, und Lennart Lindskog in Helsingborg mit 3:0 bezwungen.

### Trainerkarriere
Parallel zu seiner Spielertätigkeit bei BK Sport übernahm er ab 1968 Trainertätigkeiten bei dem Verein. Zunächst arbeitete er als Jugendtrainer, später dann als Trainer der ersten Mannschaft. 1977 bis 1982 saß er dann bei seinem ehemaligen Verein IK City auf der Trainerbank. 1980 stieg er mit dem Klub in die dritte Liga auf, musste aber den direkten Wiederabstieg hinnehmen.

## Sonstiges
Anlerts Zwillingsbruder Björn spielte zwischen 1954 und 1966 ebenso für AIK in der Allsvenskan. 1963 bestritt er auch ein Länderspiel für Schweden. Die beiden Brüder verstarben 2018 innerhalb weniger Wochen: nachdem Björn im September einer Krebserkrankung erlegen war, starb Bengt am 9. Oktober ebenfalls an Krebs.